# Shadowgun War Games
Shadowgun War Games est un jeu mobile du studio tchèque Madfinger Games. Le jeu a reçu le prix du meilleur jeu mobile à la Gamescom 2018. Les préinscriptions au jeu ont ouvert en novembre 2019. Plus d'un million d'utilisateurs se sont préinscrits au jeu.

## Gameplay
Il s'agit d'un jeu de tir à la première personne centré sur le jeu multijoueur. Le joueur peut choisir plusieurs modes de jeu tels que Deatchmatch ou Capture The Flag. Dans le Deathmatch, deux équipes de cinq joueurs s'affrontent toujours,. Dans le cas du Deathmatch, on peut choisir de jouer uniquement jusqu'à un certain nombre de morts ou jusqu'à la fin du temps imparti. Le joueur peut choisir un des héros à incarner avant chaque partie. Chacun des héros dispose de 2 armes de base et de capacités spéciales telles que la guérison, le lancer de grenades et des rugissements qui peuvent désorienter les autres joueurs. 